# Wielkie Wieżno (przystanek kolejowy)
Wielkie Wieżno – przystanek kolejowy w miejscowości Pierławki, w województwie warmińsko-mazurskim, w Polsce. Znajduje się na linii nr 204. Malbork – Mamonowo.